# ایستگاه هیرائوکا
ایستگاه هیرائوکا (به لاتین: Hiraoka Station) یک ایستگاه قطار در ژاپن است که در تنریو، ناگانو واقع شده‌است.